# Instituto Superior Técnico
El Instituto Superior Técnico (IST) es una institución portuguesa de ingeniería, arquitectura, ciencias y tecnología. Es considerada por muchos la más reputada institución de ingeniería en Portugal.
Este instituto forma parte desde 2012, de la Universidad de Lisboa, hasta ese año de la Universidad Técnica de Lisboa.
El Instituto Superior Técnico se sitúa en la Área Metropolitana de Lisboa, habiendo sido inaugurado en 1911. En el año de 2010/11, esta escuela tiene más de 11000 alumnos y más de 1000 docentes e investigadores.
El Instituto Superior Técnico asume la presidencia de la red Clúster (inglés: Consortium Linking Universities of Science and Technology for Education and Research), que reúne las mejores universidades europeas de Ciencia y Tecnología.